# Мартин Йол
Маартен Корнелис „Мартин“ Йол (на нидерландски: Maarten Cornelis "Martin" Jol) е бивш нидерландски футболист, полузащитник и настоящ треньор по футбол.

## Кариера
По време на състезателната си кариера Мартин Йол изиграва над 400 мача в шампионатите на Холандия, Германия и Англия. С отбора на АДО Ден Хааг печели купата на Холандия за 1975 г. след победа с 1:0 над Твенте., записва и три срещи за националния отбор. Впоследствие става футболен мениджър и води отборите на Рода, Валвейк и Аякс в родината си, както и Хамбургер в Първа Бундеслига и Тотнъм от Английската висша лига.

## Успехи
Като Състезател
 АДО Ден Хааг
- Купа на Нидерландия (1): 1974-75

Индивидуални
- Футболист на годината на Нидерландия (Ерстедивиси) (1): 1985

Като Треньор
 Рода
- Купа на Нидерландия (1): 1996–97

 Аякс
- Купа на Нидерландия (1): 2009–10

Индивидуални
- Треньор на годината на Нидерландия (2): 2001, 2002